# María de las Mercedes Pardo-Manuel de Villena y Jiménez
María de las Mercedes Pardo-Manuel de Villena y Jiménez (Madrid, 20 de febrero de 1900-Madrid, 30 de mayo de 1984) fue la I baronesa de Benferri.
María de las Mercedes era hija del I duque de Arévalo del Rey Arturo de Pardo y Manuel de Villena y de María Soledad de Verástegui y Carroll.
Casó con el teniente coronel del Estado Mayor Fernando de Arniches y Moltó, pero no llegó a tener descendencia.
Su hermano Carlos fue el que heredó como primogénito las propiedades de la familia, sucediendo a su padre en el ducado de Arévalo del Rey y en la baronía del Monte Villena y a su abuela en el condado de Vía Manuel.
El rey de España Alfonso XIII le hizo entrega a María Mercedes del título de baronesa de Benferri, basándose en el antiguo señorío que fue abolido con la Constitución de 1812 y que era un feudo histórico de la Casa de Rocamora, antepasados de María de las  Mercedes.
En la redacción de su testamento y ante la falta de descendencia, María de las Mercedes nombró sucesor a su sobrino Carlos Pardo-Manuel de Villena y Verástegui, XI conde de Vía Manuel, IV marqués de Casa Jiménez, XI barón de la Puebla de Benferri.
Falleció el 30 de mayo de 1984.